# Bishop Thornton
Bishop Thornton – wieś w Anglii, w hrabstwie North Yorkshire, w dystrykcie (unitary authority) North Yorkshire. Leży 37 km na zachód od miasta York i 301 km na północ od Londynu. Miejscowość liczy 521 mieszkańców.